# Tijuana (singolo)
Tijuana è un singolo del rapper italiano Emis Killa, pubblicato il 31 maggio 2019 in digitale e in rotazione radiofonica dal 7 giugno, come secondo estratto dalla riedizione del quarto album in studio Supereroe.

## Video musicale
Il videoclip, diretto da Marc Lucas e Igor Grbesic e girato a Procida, è stato pubblicato il 24 giugno 2019 attraverso il canale YouTube del rapper.

## Tracce
Testi di Alessandro Merli, Fabio Clemente, Davide Petrella e Emiliano Rudolf Giambelli.
1. Tijuana – 3:02

## Classifiche
| Classifica (2019) | Posizione massima |
| ----------------- | ----------------- |
| Italia            | 50                |